# سستری لوانته
سستری لوانته (به ایتالیایی: Sestri Levante) یک کومونه در ایتالیا است که در استان جنوا واقع شده‌است.

## خصوصیات
سستری لوانته ۳۳٫۳۳ کیلومترمربع مساحت و ۱۸٬۱۷۷ نفر جمعیت دارد و ۱ متر بالاتر از سطح دریا واقع شده‌است.

## خواهرخوانده
شهر دول، ژورا خواهرخواندهٔ سستری لوانته هست.